# Dávid Márkvárt
Dávid Márkvárt (ur. 20 września 1994 w Szekszárdzie) – węgierski piłkarz, występujący na pozycji pomocnika.

## Kariera
Jest wychowankiem Pécsi MFC. W pierwszej drużynie zadebiutował 1 marca 2013 roku w wygranym 2:1 meczu z MTK. Ogółem w Pécsi MFC rozegrał 65 meczów ligowych. W 2015 roku przeszedł do Puskás Akadémia FC.
Jest reprezentantem kraju. W seniorskiej kadrze zadebiutował 5 czerwca 2017 roku w przegranym 0:3 towarzyskim meczu z Rosją.

## Statystyki ligowe
| Sezon         | Klub               | Liga  | Mecze | Gole |
| ------------- | ------------------ | ----- | ----- | ---- |
| 2012/2013     | Pécsi Mecsek FC    | NB I  | 7     | 1    |
| 2013/2014     | Pécsi Mecsek FC    | NB I  | 29    | 2    |
| 2014/2015     | Pécsi Mecsek FC    | NB I  | 29    | 3    |
| 2015/2016     | Puskás Akadémia FC | NB I  | 31    | 3    |
| 2016/2017     | Puskás Akadémia FC | NB II | 35    | 4    |
| 2017/2018     | Puskás Akadémia FC | NB I  | 25    | 1    |
| 2018/2019 (j) | Puskás Akadémia FC | NB I  | 4     | 0    |
| 2018/2019     | Diósgyőri VTK      | NB I  | 24    | 2    |
| 2019/2020     | Diósgyőri VTK      | NB I  | 31    | 2    |